# 706
706 (DCCVI) fue un año común comenzado en viernes del calendario juliano, en vigor en aquella fecha.

## Acontecimientos
- 15 de febrero: el emperador bizantino Justiniano II ajusticia públicamente a los dos usurpadores de su trono, Leoncio II y Tiberio III, tras volver al poder.

## Nacimientos
- Fujiwara no Nakamaro, poeta japonés.

## Fallecimientos
- Bonito de Clermont, religioso cristiano.